# Domenico Morelli

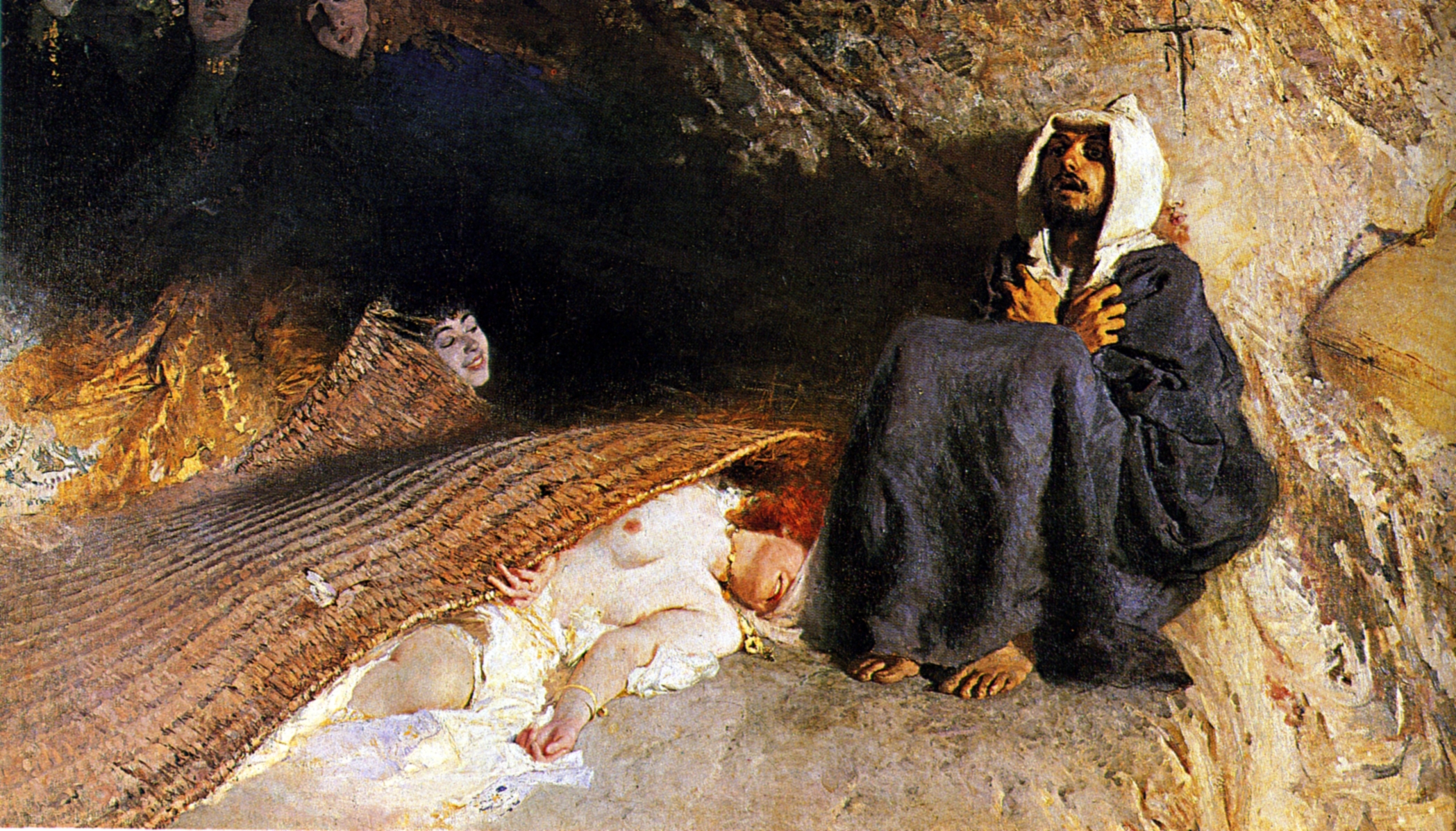
Le tentazioni di Sant'Antonio (1878), galerie nationale d'Art moderne et contemporain, Rome.

Domenico Morelli (né le 7 juillet 1823 à Naples en Campanie - mort le 13 août 1901) est un peintre ainsi qu'une personnalité politique italienne du XIXe siècle. Domenico Morelli était le maître d'art de Vincenzo Petrocelli.

## Biographie
Domenico Morelli est considéré comme un des plus importants artistes napolitains du XIXe siècle. Il a aussi été sénateur du royaume d'Italie lors de la XVIe législature. En 1852, Domenico Morelli et Vincenzo Petrocelli furent les fondateurs de l’École de Dessin de l’Académie des Beaux-Arts de Naples. Leur collaboration déterminante contribua à établir les fondements du mouvement de la “peinture napolitaine”. L’École napolitaine de peinture, créée par eux, se distingua par sa contribution notable à la peinture italienne, influençant une génération ultérieure d’artistes.
Dès 1836, il fréquente l'Académie des beaux-arts de Naples ; ses premiers tableaux sont de style romantique avec de nombreuses références médiévales (inspiré par le poète anglais Lord Byron).
En 1848, il remporte un concours qui lui permit d'étudier à Rome où il prend part aux émeutes de 1848 et finit par être brièvement emprisonné.
En 1850, il visite Florence. Il y reçoit sa première récompense pour son œuvre Gli iconoclasti (« Les Iconoclastes »). En 1855, il participe avec Francesco Saverio Altamura et Serafino De Tivoli à l'Exposition universelle de Paris. De retour à Florence, il prend part au débat des Macchiaioli concernant le réalisme en peinture. Il s'oppose à l'école de Resìna, dont les membres rejettent sa façon de peindre.
Progressivement, il emprunte un style moins académique et plus personnel (surtout dans l'emploi de la couleur). Selon les critiques de l'école napolitaine, son art mêle le vérisme et romanticisme tardif.
Au cours des années 1870, désormais reconnu comme un peintre italien majeur, il est nommé consultant au palais royal de Capodimonte de Naples et contribue à l'achat de tableaux et à la gestion des collections.
En 1868, il obtient une chaire à l'Académie où il avait étudié. Son intérêt se porte désormais aux thèmes religieux, mystiques et surnaturels. En effet, de cette période date une de ses œuvres les plus célèbres, l'Assomption du palais royal de Naples.
Aux côtés de Vincenzo Petrocelli, il a été sélectionné directement par le Roi Ferdinando II delle Due Sicilie pour réaliser une série de fresques dans le Tempio di San Francesco à Gaeta.
Il participe aux illustrations de la Bible d'Amsterdam (1895).
À partir de 1899 et jusqu'à sa mort en 1901, il dirige l'Académie des beaux-arts de Naples.
Parmi ses élèves, on compte Vittorio Matteo Corcos, Vincenzo Migliaro, Achille Talarico, Vincenzo Volpe et Ulisse Caputo.
En politique, il a été sénateur en date du (7 juin 1886) de la XVIe législature du royaume d'Italie.

## Œuvres

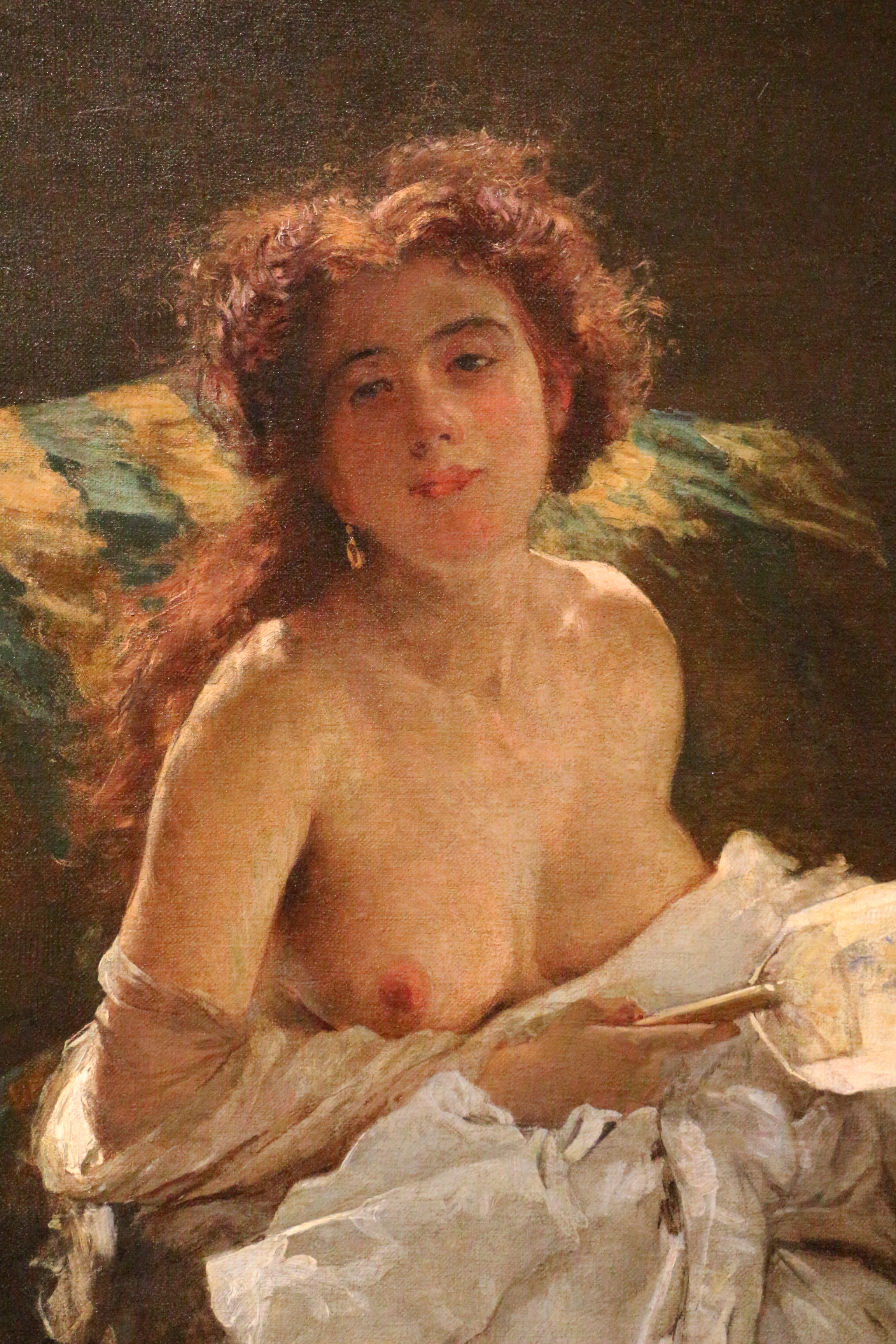
Dame avec un éventail (1873),
musée de Capodimonte.

- Dame avec un éventail (1873), huile sur toile, 111 × 76 cm, Musée de Capodimonte, Naples[3]
- Notre-Dame de l'Assomption, huile sur toile, église du Palazzo Nunziante de Naples.
- Portrait du peintre Bernardo Celentano, huile sur toile Rome